# Lista de soberanos do Taiti
O Reino de Taiti, foi um estado soberano da Oceania, que existiu entre 1788 e 1880, sendo que foi um protetorado francês a partir de 1842. O Reino foi dissolvido em 1880 e anexado a colônia da Polinésia Francesa. O Reino sempre foi comandado pela Casa de Pōmare. Os Soberanos deste reino detinham o título de Ari'i rahi.

## Reis do Taiti

#### Casa de Pōmare
| Nome       | Retrato | Reinado                | Reinado                | Vida                                      | Vida                                                 | Notas |
| ---------- | ------- | ---------------------- | ---------------------- | ----------------------------------------- | ---------------------------------------------------- | --- |
| Pōmare I   |         | 1788                   | 3 de setembro de 1803  | c.1753 - Pere - Taiti                     | 3 de setembro de 1803 (49/50 anos) - Matavai - Taiti | - Unificador e primeiro rei. - Fundador da Casa de Pōmare. - Regente entre 1792 e 1803                                                                                                   |
| Pōmare II  |         | 3 de setembro de 1803  | 7 de dezembro de 1821  | c.1782 - Taiti                            | 7 de dezembro de 1821 (38/39 anos) - Papeete - Taiti | - Sob regência entre 1792 e 1803 - Exilado em 1808 em Moorea. - Recuperou o trono após a Batalha de Te Feipī, em 1815.                                                                   |
| Pōmare III |         | 7 de dezembro de 1821  | 8 de janeiro de 1827   | 25 de junho de 1820 - Papofai - Taiti     | 8 de janeiro de 1827 (6 anos) - Papetoai - Moorea    | - Sob regência dos cinco principais chefes do Taiti. |
| Pōmare IV  |         | 11 de janeiro de 1827  | 17 de setembro de 1877 | 28 de fevereiro de 1813 - Pere - Taiti    | 17 de setembro de 1877 (64 anos) - Papeete - Taiti   | - Simultaneamente, rainha soberana do Taiti e consorte em Bora Bora. - Governou sob o protetorado francês a partir de 1842. - Foi a governante mais longeva e que por mais tempo reinou. |
| Pōmare V   |         | 17 de setembro de 1877 | 30 de dezembro de 1880 | 3 de novembro de 1839 - Afa'ahiti - Taiti | 12 de junho de 1891 (51 anos) - Papeete - Taiti      | - Último rei do Taiti. - Vendeu as ilhas para o domínio francês em 1880. - Morreu em 1891 devido ao alcoolismo.                                                                          |